# Slovaško narodno gledališče
Slovaško narodno gledališče (slovaško Slovenské národné divadlo, kratica: SND) je najstarejše profesionalno gledališče na Slovaškem, sestavljeno iz treh ansamblov: opere, baleta in drame. Njegova zgodovina se začne kmalu po ustanovitvi prve češkoslovaške republike leta 1918. Nahaja se v slovaškem glavnem mestu Bratislavi. Gledališče ima trenutno dve ločeni zgradbi: zgodovinsko neorenesančno stavbo na Gorkého 2 (trgHviezdoslavovo námestie) in novo stavbo SND v starem mestnem jedru, odprto 14. aprila 2007, na Pribinovi 17. Predstave se odvijajo skozi celotno leto, prav tako na številnih gostovanjih v tujini predstavlja slovaško kulturo.

## Zgodovina
Po ustanovitvi Češkoslovaške republike se je ideja o profesionalnem slovaškem gledališču počasi začela uresničevati. Leta 1919 je zadruga SND naročila ustanovitev Slovaškega narodnega gledališča (SNT). Zadruga je sklenila pogodbo z direktorjem Vzhodnoboemske družbe Bedřichom Jeřábekom. Prav njegov operno-dramski ansambel je leta 1920 začel poslovati z vsemi tremi ansambli SND (drama, opera, balet) v stavbi nekdanjega občinskega gledališča.
Opera SNT je začela s svojim delovanjem 1. marca 1920 s produkcijo Poljub češkega skladatelja Bedřicha Smetane. Dan kasneje je dramski ansambel predstavil predstavo Mariša bratov Aloisa in Viléma Mrštíka. Baletna sekcija gledališča je prvič nastopila s produkcijo Coppélia Léa Delibesa 19. maja 1920. Maja istega leta je bila uprizorjena še prva predstava v slovaškem jeziku - enodelni igri Hriech in V službe Jozefa Gregorja-Tajovskega.
Večina prvotnega repertoarja gledališča je bila izvedena v češčini, ker ni bilo dovolj slovaških iger, prevodov, igralcev ali pevcev. Prvi slovaški profesionalni igralci, Andrej Bagar, Janko Borodáč, Oľga Borodáčová, Jozef Kello in Gašpar Arbét, so bili jedro promocijske dramske zasedbe SND.
Ansambli SND so prvotno igrali v treh različnih zgradbah - dramski ansambel je igral v stavbi gledališča Pavla Országha Hviezdoslava na Laurinskiá ulici in na majhnem odru Slovaškega narodnega gledališča na Dostojevského rad. Opera in balet sta bila naseljena v zgodovinski stavbi na Hviezdoslavovem trgu. 14. aprila 2007 se je SND preselil v novo stavbo na Pribinovi ulici št. 17, v kateri vsi trije ansambli ustvarjajo pod eno streho. Gledališče ima 1.700 sedežev. Poleg nove stavbe SND gledališka družba še naprej uporablja tudi staro stavbo, kjer še vedno potekajo operne, baletne in dramske predstave.

## Stara stavba
Neorenesančna zgradba, ki se nahaja na trgu Hviezdoslav, je bila zgrajena v letih 1885–1886 v času Avstro-Ogrske, pod vodstvom dunajskega biroja Fellner & Helmer, ki je tedaj oblikovale gledališke stavbe v različnih evropskih mestih, tudi ljubljansko opero. Kot Mestno gledališče so stavbo odprli 22. septembra 1886 z opero Bánk bán Ferenca Erkela, ki je ena najpomembnejših madžarskih oper. Kot znak pomembnosti tega dogodka so se slovesnosti udeležili Kálmán Tisza, tedanji madžarski premier, in celotna njegova vlada, pa tudi madžarski pisatelj Mór Jókai. Slavnostni nastop je vodil Ferenc Erkel sam. Prvotna stavba je bila zasnovana za 1000 gledalcev in je bila osvetljena z 800 plinskimi svetilkami, medtem ko je imel avditorij lestenec s 64 lučmi. Notranjost med drugim krasijo freske, ki jih je ustvaril domači slikar Kornél Spányik, in slike münchenskega umetnika Willibalda Lea von Lütgendorffa-Leinburga.
Avstrijski kipar Viktor Oskar Tilgner je leta 1888 pred gledališčem zgradil Ganimedov vodnjak.
Stavba je bila obnovljena med letoma 1969 in 1972, ko je bila za staro strukturo dodana nova, moderna tehnična stavba. Odlikuje jo edinstven lestenec z 2.532 žarnicami, ki omogoča ustvarjanje milijonov kombinacij svetlobnih modelov na podlagi vnaprej izbranih programov.
Stenske slike v stari gledališki stavbi
- Murals by Willibald Leo von Lütgendorff-Leinburg
- stari madžarski bard
- iz tragedije Bánk bán
- iz opere Hunjady Lázio
- Pravljica

## Nova stavba
Zasnova nove stavbe je bila ustvarjena v zgodnjih osemdesetih letih, gradnja pa se je začela leta 1986. Zaradi pomanjkanja sredstev je bila stavba v gradnji 21 let, kar je povečalo načrtovane stroške z 874 milijonov na skoraj 5 milijard slovaških kron. Stavba je bila uradno odprta 14. aprila 2007, v njej pa so vsi trije ansambli Slovaškega narodnega gledališča. Skupaj sprejme 1.700 gledalcev.

## Opazne osebnosti
- Oskar Nedbal (režiser, 1923–1930)
- Eugen Suchoň
- Ján Cikker
- Aleksander Moyzes

Pevci
- Edita Gruberová
- Lucia Popp
- Peter Dvorský
- Jožef Kundlák
- Adriana Kučerová [2]